# Ніколас Родрігес Пенья
Ніколас Родрігес Пенья (ісп. Nicolás Rodriguez Peña; 1775-1853) — аргентинський підприємець і політик.

## Біографія
Народився в Буенос-Айресі. Займався комерцією, що дозволило йому накопичити солідні статки. Займаючись бізнесом, Родрігес Пенья завів зв'язки з фабрикою мила Іполіто Вієйтеса, що була осередком змовників під час виступів проти іспанського володарювання. 1805 року він разом з іншими видатними учасниками руху за незалежність, зокрема Мануелем Бельграно, став членом масонської «Ложі Незалежності». Та група мала місцем зустрічі ранчо в Буенос-Айресі, що розташовувалось у районі сучасного майдану Родрігеса Пеньї.
Під час британських вторгнень до Ріо-де-ла-Плати 1806 та 1807 років перебував у лавах місцевої міліції. Після того, як Родрігес Пенья підтримав (у тому числі й фінансово) Травневу революцію, він узяв участь у формуванні «Першої хунти». Згодом був секретарем Хуана Хосе Кастеллі, разом з яким вирушив в експедицію до Кордови, де санкціонував страту колишнього віцекороля Сантьяго де Ліньєрса. Після битви під Сипайєю Родрігес Пенья вирушив до Верхнього Перу, де впродовж нетривалого часу був губернатором Ла-Паса.
Повернувшись до Буенос-Айреса, увійшов до складу Першої хунти. Однак після революції, що відбулась у квітні 1811 року був змушений виїхати до провінції Сан-Хуан. Того ж року Родрігес Пенья повернувся до Буенос-Айреса та знову зайнявся бізнесом. Згодом він приєднався до Ложі Лаутаро, яку очолював Карлос Марія де Альвеар. Після революції, що відбулась у жовтні 1812 року Родрігеса Пенью обрали до складу Другого Тріумвірату, уряду, створеного Конституційним конгресом.
Коли Тріумвірат було розпущено, верховний правитель Хервасіо Антоніо де Посадас обрав Родрігеса Пенью головою Державної ради. Окрім того, він став полковником війська, а 1814 року також отримав на короткий період посаду губернатора Східної провінції (сучасний Уругвай).
Після усунення Альвеара Родрігеса Пенью було заарештовано, засуджено та заслано зі столиці. Йому дозволили жити в Сан-Хуані. 1816 року він знову повернувся до Буенос-Айреса, втім новий верховний правитель Хуан Мартін де Пуейредон змусив його повернутись у вигнання до Сан-Хуана, де він допомагав Хосе де Сан-Мартіну підготувати Андську армію до походу в Чилі.
Після битви при Чакабуко Родрігес Пенья добровільно виїхав до Сантьяго, де він жив до самої своєї смерті у грудні 1853 року. Пізніше його рештки було поховано на цвинтарі Реколета в Буенос-Айресі.